# Pellaea rotundifolia
Pellaea rotundifolia là một loài dương xỉ trong họ Pteridaceae. Loài này được G. Forst. Hook. mô tả khoa học đầu tiên năm 1858.

## Hình ảnh

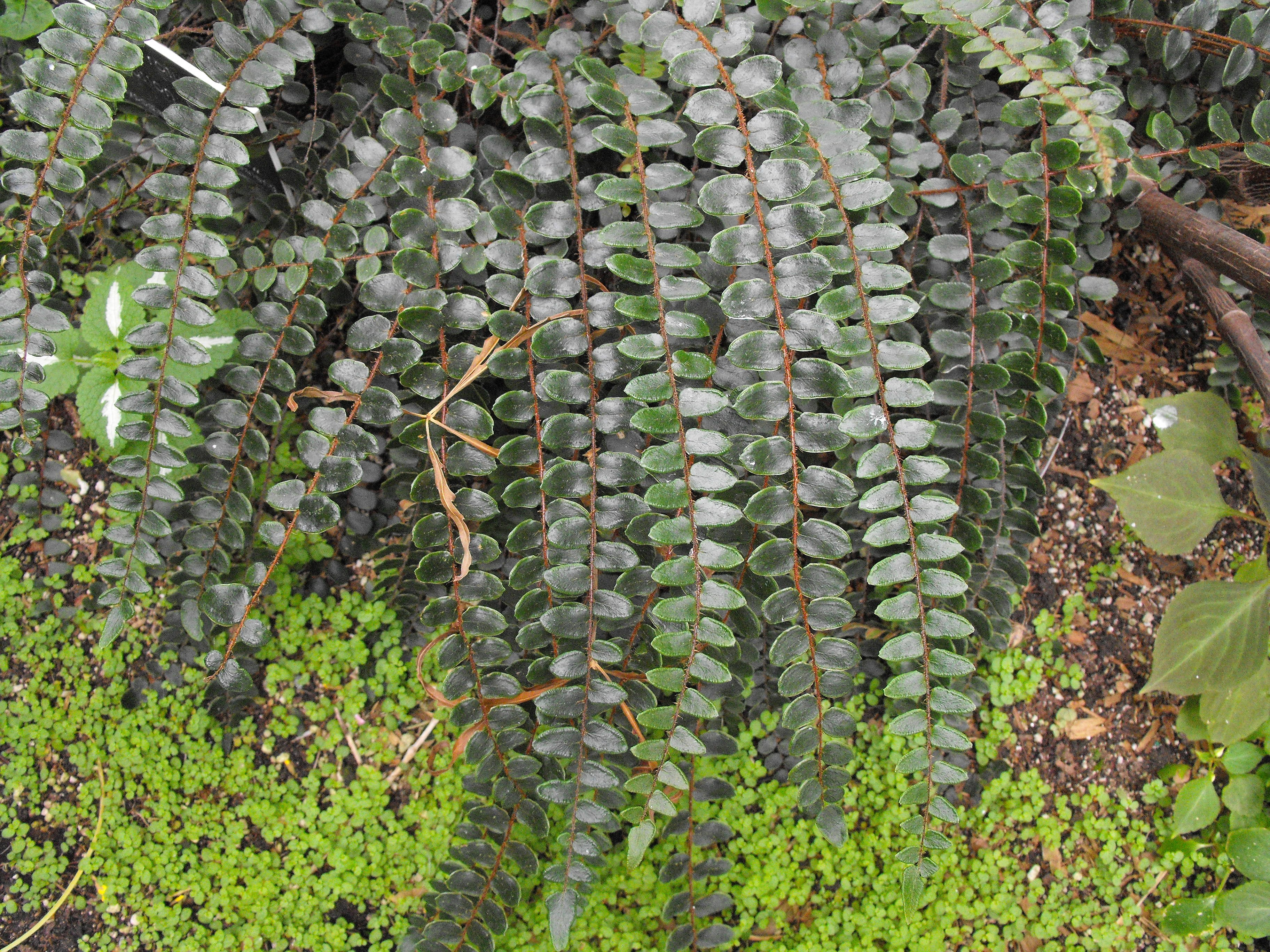
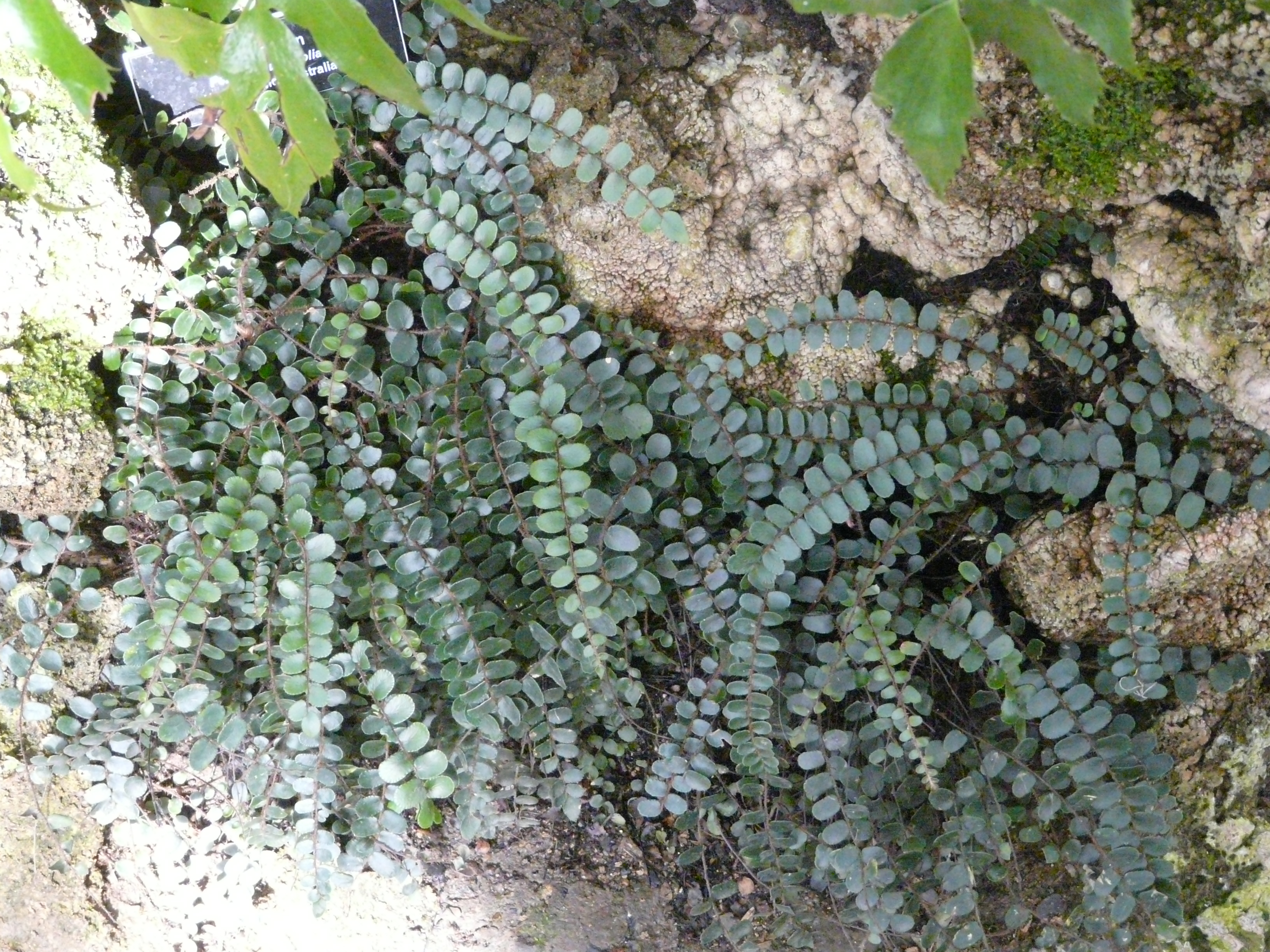